# Virginia Slims of Philadelphia 1976
Il Virginia Slims of Philadelphia 1976 è stato un torneo femminile di tennis giocato sul cemento indoor. È stata la 5ª edizione del torneo, che fa parte del WTA Tour 1976. Si è giocato a Filadelfia, negli USA dal 29 marzo al 4 aprile 1976.

## Campionesse

### Singolare
Evonne Goolagong Cawley ha battuto in finale  Chris Evert con il punteggio di 6–3, 7–6

### Doppio
Billie Jean King /  Betty Stöve hanno battuto in finale  Rosemary Casals /  Françoise Dürr con il punteggio di 7–6, 6–4